# Тим Трумэн
Тим Трумэн (англ. Tim Truman) — вымышленный персонаж недолго просуществовавшей американской телевизионной мыльной оперы — NBC — Сансет Бич, роль которого исполнил с её начала и вплоть до её конца — Дэкс Гриффин. Хотя Гриффин — был зачислен в сериал 6 января 1997 года — во время трансляции пилотного эпизода с трехлетним контрактом и был — одним из 16 главных героев сериала и одним из 25 изначальных оригинальных контрактных актёров-героев, тем не менее его персонаж — был убит — с кануна Хэллоуина — до начала ноября 1999 года (712-я серия) — только затем, чтобы, далее, две недели преследовать в качестве призрака — одну из героинь(Тесс Марин, вплоть до 723-й серии) вплоть до 16 ноября — в мистической и сверхъестественной сюжетной линии, а также появиться «во сне» в образах и главной героини(Мег Каммингс), за сердце которой он боролся на протяжении всего времени своего пребывания в сериале - 31 декабря 1999 года в финальной, вышедшей на NBC - 755-й серии.

## Кастинг, разработка и развитие персонажа
Гриффин получил роль: «белого, задиристого и нехорошего парня» — Тима Трумэна — сразу после его переезда Лос-Анджелес и это была его — одна из первых ролей на телевидении… Первоначально, Гриффин пробовался на роль другого персонажа в сериале, но все было безуспешно. Тем не менее, месяц спустя продюсеры снова пригласили Гриффина на прослушивание — на роль — Тима Трумэна. Гриффин числился — барменом в клубе, когда ему сообщили, что именно он получил эту свою долгожданную роль. О своем пройденном и успешном кастинге начинающий актёр заявил: « — Я не мог и мечтать о более лучших перспективах и возможностях, чем начать свое участие в новом запускающемся шоу — Аарона Спеллинга. Это стало моей сбывшейся мечтой»…. Результаты успешного кастинга Гриффина были объявлены ещё до его дебюта на шоу по NBC и его фото были показаны на рекламных, промо-пилотных фотографиях сериала. Кандис Хавейнс из: «The World» — в своем обзоре поведала зрителям, что Гриффин был одним из многих актёров мужского пола, нанятых Аароном Спеллингом — для того, чтобы иметь «отметку выдающегося красавчика запускающегося мыла лля фактора женского лакомства». Гриффин поначалу немного нервничал, потому что роль Тима — была его первой телевизионной ролью. Гриффин сказал Ребекке Мэй из: «Stevens Point Journal», что он «-часто раздражал» писателей и сценаристов, задавая слишком много вопросов о характере Тима, который он должен был детально изобразить. После года игры — на экране — Гриффин почувствовал себя более уверенно, добавив: «Мой персонаж остается довольно реалистичным, и сценаристы сказали мне, что им нравится то, что я с ним сделал».
Тим — один из двадцати пяти из оригинальных персонажей «Сансет-Бич» с самого начала. Сценаристы быстро сделали Тима очень проблемным персонажем и доставляющим беспокойства другим и показали его в различных сюжетных линиях и в различных в стилях, таких как: «экшен-драйв», «ужасы» и «мистика», в том числе: в слешерном сюжетном миницикле сериала: в сюжетной линии: «Остров ужасов», а также: в катастрофическом сюжетном серийном миницикле: «Шоковые и ударные волны»… землетрясения… Общая обзорная характеристика Тима — в качестве завсегдатого возмутителя спокойствия в городе — очень беспокоила Гриффина, который изначально подумал, что такой, как его персонаж «-не проживет в сериале слишком долго». Он сказал Уильяму Кеку из: «Soap Opera Digest», что: "-Я — был больше обеспокоен, после того когда шоу началось и я подумал, что после того, как он вызвал те из небольших проблем для жителей в Сансет-Бич — это же могло стать концом моего персонажа и рано или поздно он — должен был быть «спущен со своего засиженного места — со своего „крючка“.» В другой истории, тем не менее, когда персонаж провел несколько месяцев в коме, продюсеры заверили и убедили Гриффина, что история — не закончится смертью Тима и «все должно было быть в будущем очень хорошо». Однако, вскоре обнаружилось, что «внутреннее предубеждение» и «пророчество» Гриффина — о его персонаже и его дальнейшей судьбе — оказались в корне верными…
Одна из самых известных и главных общих сюжетных линий Тима — заключалась в том, что он пытался вернуть любой ценой обратно свою бывшую девушку — Мег Каммингс (Сьюзан Уорд) и всеми силами отбить её — у её нового любовника — Бена Эванса (Клайва Робертсона), с которым та познакомилась и долго долго поддерживала общение в их общей романтической переписке в интернете. В то время как только начался этот сериал, Тим и Мег должны были пожениться. Но Мег бросает Тима — после того, как видит, как он целует другую: её лучшую подругу, в результате она бежит от него со своей фермы — из своего поселка — Ладлоу — Канзасе, угнав его личную машину — в маленький калифорнийский городок — Сансет-Бич — в поисках Бена, с которым она переписывалась через Интернет, надеясь на нечто большее, хотя тот в принципе, изначально, не был настроен на романтическую идилию… Тим, поняв это, следует за своей невестой в погоню, чтобы в конечном итоге на долгое время составить из-за Мег агрессивное противостояние Бену для того чтобы вернуть её себе в конечном итоге… Гриффин признался, что внутренне хотел, чтобы сценаристы позволили «Тиму — освободиться от Мег и отпустить её в конце концов», позволив ей, наконец, обрести счастье с Беном. Он также внутренне желал, чтобы сценаристы делали попытки: «—исследовать дополнительные возможные романы „— на стороне“» — в характеристиках его персонажа. Гриффин сказал Кеку: « — Я думаю, что было бы чертовски забавно увидеть, как Тим — начинает встречаться, допустим, с Марией, а Бен принимает решение остаться с Мег». В отличие от других персонажей сериала, Тим был «постоянным переезжальцем из отеля в отель» и не имел какого-либо постоянного места жительства. Сценаристы изобразили Тима изначально как: "- живущего в гостиничном номере мотеля: «Ветерок»(«Сибрис») ", который, позже не смотря на это, находит, тем не менее условно постоянную работу — шофером — у Грегори Ричардса (Сэма Беренса): на 1997-1998-й год. Зрители недоумевали, как же персонажу удаётся зарабатывать себе на жизнь и в то же время оплачивать свои медицинские счета, находясь столько времени коме? Гриффин же поведал репортёрам и зрителям: " — Грегори заплатил за все, что бы ему очень помогло. Я все ещё немного нахожусь в тумане по поводу «- этого, заданного вопроса», но я думаю, что Тим — все ещё продолжает работать у него и даже, после того, как Грегори — выяснил, что « — Тим отдал — вверенные ему акции: „Liberthy Corp.“ — Энни».
5 декабря 1999 года Тоби Гольдштейн из газеты: Oshkosh Northwestern сообщил, что Гриффин — решил повторить роль Тима после своего ухода — почти на полтора месяца, поскольку шоу уже приближалось к своему финалу, появившись в последнем эпизоде — в финальном сне Мег.

## Основные сюжетные линии
С первых дней Тим Трумэн — был показан, как: брошенный в Канзасе, бывший, из-за измены с её подругой — Конни — жених своей невесты Мег Каммингс, которая отправилась в пляжный город — Сансет Бич — в поисках своего давнего романтического друга по интернет-переписке «SB», чтобы познакомиться с ним поближе, который оказался, в конце-концов, Бен Эванс, а он решил броситься за ней — следом.
На протяжении Первой Части, Тим выполнял свою клятву, данную давно своей некогда — невесте — защищать всегда Мег от таких «темпераментных психопатов»(по мнению Тима), как Бен, особенно, когда тот — чуть не поджег свой дом, или же чуть не задушил Мег — во сне — в винном погребе: «Бездны»; Бен также прятал главную подозреваемую в убийстве Дэла Дугласа и Тиму предстояло также одному из первых — узнать, что Энни Дуглас — на самом деле не умерла, как все считали, а втайне укрывалась в доме Бена и что Мег и Бен прятали её от любопытных глаз Полиции и многих других, составив в конце концов агрессивное противостояние Бену — из-за Мег.
Было также, в то же время, не очень-то понятно и то: а мог ли Бен убить свою покойную жену, погибшую и якобы утонувшую — при странных и невыясненных обстоятельствах…? Вместе с Энни, объединив усилия, в конце концов, они надеялись посеять страхи и сомнения в душе Мег по этому поводу, чтобы разлучить их в конечном итоге. Тим же — надеялся прийти к Мег — «на помощь — героем», убедив Мег, что — это, якобы, Бен — закрыл её в таинственной пещере Марии, чтобы потом утопить — также как он, якобы, пытался утопить Марию.(Вместе с Энни: при помощи поддельных страниц дневника Марии, пытаясь убедить её в этом.) Однако, все пошло не по их общему плану, когда пещера, внезапно — взорвалась, а Бен прибежал туда спасать Мег, и когда они, внезапно, оказавшись в ловушке под обрушившимися на них завалами, впервые занялись любовью… После того, как Бен и Мег — пережили благополучно этот сюжетный миницикл и при помощи Энни и Тима — они благополучно выбрались оттуда, они оба решили пытаться убедить Мег — во второй версии событий, что Бен — всегда любил свою жену и любит — без памяти, как будто и не было тех прошедших со дня её гибели пяти лет, и что Мег — всегда будет для него — лишь её подобием. Во второй истории им повезло больше, и Мег даже вернулась обратно в Канзас вместе с ним, сбежав от Бена, будучи готова уже — почти заняться любовью до их возвращения, но в конце концов общий интерес Энни и Тима и их планы — были разоблачены — самими Беном и Мег, особенно когда Бен(который последовал следом за Мег, спустя какое-то время, отказываясь сдаваться) и Мег поймали их «любовный заговор» — на стоге сена — в родном селе Мег — в Ладлоу — в Канзасе.
В Первой Части сериала, Тим — был также показан как нанятый частный и личный водитель семьи Ричардс — после того, как Оливия — врезалась в нетрезвом виде в его машину, а также в качестве: «- нанятой подручной лошадки» — у Грегори Ричардса, выполняющей все его «грязные поручения», например, втайне следя за домом Бена, или же членами его(Грегори) семьи. Выполняя поручения Грегори, он — случайно оказался в одной с Кейтлин машине, когда та испытывала боль от разбитого сердца из-за своего ушедшего от неё внезапно и опустошившего её в тот момент парня. Испытывая боли от разбитых сердец из-за людей, которых они оба когда-то любили, они — едва не занялись любовью, но потом Кейтлин внезапно для него вдруг передумала. Тем не менее на протяжении первого сезона, он не раз сталкивался в конфронтации с Коулом Дешанелом, заставляя его закатывать сцены ревности — его — Кейтлин и дело иногда и едва не доходило до их сильной драки…
Во Второй Части — с ноября 1997, Тим, в оличии от Энни, которая решила по-немногу «притормозить с Беном» — так и не оставил попыток, чтобы вернуть Мег и убедить её, что Бен — убийца своей жены, например, приведя к ней на День Рождения — девушку, похожую на Марию, и приведя Бена этим поступком — в неистовство. В сюжетной линии: «Острова Ужасов», во время отдыха и новогодней вечеринки на частном острове, Тим, как и многие друзья Мег — оказались на острове в смертельно опасной погоне — от объявившегося и оказавшегося — рядом с ними в ту ночь на острове — психопата-убийцы — в маске. Убийца — делал все, чтобы разобщить друзей Мег и заставить их думать друг на друга(в результате чего Тим решил, что Марк и есть тот — кто убивал женщин на острове), дабы добраться, в конечном итоге, до своей главной жертвы — до Мег, но подоспевший к ней на помощь Тим — ранил убийцу в ногу ножом, в то время как подоспевший на помощь Марк — вытолкнул его из дома в лес вокруг дома, взяв удар убийцы крюком на себя, в конечном итоге. Тим был поражен единственным услышав последние слова истекающего кровью найденного им и Мег в результате — Марка, в которых он обвинял в произошедших событиях (в своем смертельном ранении) своего босса и друга — Бена Эванса.
Во втором цикле Второй Части, зимой 1998, он все больше и больше - уже с большим упором и рвением пытался доказать мег что Бен — убийца, однако Мег — позабыла все свои страхи и сомнения в отношении своего жениха и хотела с ним сбежать по-быстрее, чтобы пожениться в Венеции и просто отказывалась поверить в то, что Бен может быть причастен к таковому ужасному развитию событий. Тим начал втайне следить за Беном и Мег и выследил Бена до его потайного, снятого им, втайне оборудованного — под «камеру пыток» — склада. Убегая в погоне — от взбешенного этим и обнаружевшего его — убийцы, он забрался на строительные леса и буквально не заметил, как тот, которому удалось с них не сорваться — опрокинул его с много-этажной стройки будущего куррорта, оставив его на долгие месяцы лежать в больничной палате — в коме, что не остановило Тима от попыток намекнуть и предупредить Мег о грозящей ей предполагаемой опасности от «Бена»…
В конце концов, приехавшая в город сестра Мег Каммингс — Сара(которая несколько раз ходила с ним на свидание в их давнем прошлом в Канзасе, проявляя к нему интерес ещё до его прошлой помолвки с Мег), навещая его — в больничной палате, раскрыла пришедшему в себя после комы Тиму — что убийца — был не Бен, а злобный брат-близнец Бена — Дерек, который также страдал от любви к Мег, но и от тайного желания убить её и, в конце концов, решил — мучить и убивать тех, кто был с нею рядом, втайне похитив Бена и несколько месяцев, выдавая себя за него…
В Третьей Части, летом 1998, Тим, придя в себя — после случившейся с ним комы, случайно узнал что его соседка с амнезией — по больничной палате, которой он, вместе с Мег  — во время ударных волн землетрясения, обрушившихся на городок — помогал выбраться из тупиковых завалов обрушившихся стен больницы — новая подруга Мег: «Дана» — была никто иной на самом деле — как давней подругой Энни — на найденном Тимом позже фото в доме у Грегори Ричардса — воскресшей женой Бена — Марией.
Вместе с Энни, они вновь подготовили «бомбу ужасной правды», запрятав «ее» ото всех, кто её знал или видел раньше — вплоть до знаменательной даты готовящейся свадьбы Бена и Мег. «Бомба — ударила больно», когда ворвавшаяся в зал свадебного банкета — Мария, поймала брошенный букет невесты — Мег, заставив ошарашенную Мег, Бена, её друзей, родственников и знакомых — испытать настоящий шок от разорвавшихся частичек семян этой злосчастной правды...
Тим надеялся, что после произошедших событий, Мег, наконец — вернется к нему, однако, после случившегося: ни Мег ни семья Каммингс и близко не желала подпускать к себе Тима, особенно, когда они все узнали, что он и Энни был главным виновником всех этих событий - расстроенной свадьбы Мег. Тем не менее, чуть не оставшись жить на улице после всего этого, он надеелся сыграть на чувстве неуверенности её сестры — Сары, что новоявленное воскрешение и появление Марии — в доме Бена и то, что она решила вновь жить в их с Беном доме вместе с Мег, что все это: все чаще, больше и крепче — толкало Мег в объятия Кейси и якобы очень сильно сближало ее любовно вместе с ним, который каждый раз утешал и утирал её слезы, когда она прибегала к нему домой расстроенная за советом. Вместе с Тимом, они составили план: испортить колеса автомобилей Мег и Кейси, чтобы подоспевший на помощь, вместо Кейси, по дороге в Палм Спрингс — Тим — защитил и утешил бы её от свалившихся на неё проблем, и они бы опять были бы вместе. Однако, не смотря на это(а частично благодаря им) — Мег и Бен, в конце концов, вновь и вопреки их ожиданиям — вновь вместе сошлись и по случайности оказались вместе в ту ночь, в конце концов, вновь воссоединившись.
В Четвёртой Части сериала, с весны 1999, Тим делал все, чтобы остаться органичной частицей семьи — Каммингс, возобновив свои давние, теплые и крепкие отношения — с родителями Мег — с Хэнком и Джоан(которые частенько подбодряли и поддерживали его советом с малых лет у родителей-пьяниц, которые фактически ему их заменили) и устроившись на работу официантом в их ресторан: «Shock Wave», и шантажируя для того — частенько и Сару (из-за её помощи ему — в предыдущей части). Он и все остальные были поражены — тем, когда некая, объявившаяся внезапно, на пороге дома Бена (а также Марии и Мег) — Тесс внезапно заявила, что 5-летний — Бенджи — у неё на руках — был на самом деле давно - тайным ребёнком Бена и Марии, которого и которую — Мария — к несчастью для неё - так и не могла вспомнить из-за своей остаточной амнезии. Он начал встречаться и спал с Тесс(что порой начинало: «-вытряхивать от злости, как злобную суку» — его давнюю подругу — Энни), составив с ней потайной заговор, чтобы разлучить Бена и Мег(а также: в процессе — Сару и Кейси) и соединить вновь — Бена и Марию — якобы «за миллион долларов», якобы обещанный Марией — Тесс — «за эту помощь», после того, как Тесс — инсценировала похищение Бенджи, и он пришёл к ней за ответами — на свои вопросы, не подозревая что Тесс ловко «играла им» и манипулировала им и другими — в своих тайных коварных целях и планах. В конце концов, Тим начал расследование о таинственном прошлом Тесс — «из её секретной шкатулки», и выяснил, что она была давно — тайной сообщницей и любовницей, вернувшегося в город вновь — Дерека Эванса, который вернулся — в Сансет Бич, чтобы вновь играть втайне в свои «зловещие игры» — с Мег и с Марией. Вскрыв её шкатулку, он был в шоке, но не меньший шок ему доставило, когда он проследив за ними — до их тайного грота, увидел их внезапный поцелуй. Тим пытался перехитрить, увернуться и «переиграть» — Дерека Эванса, чтобы предупредить Мег, в конце концов, однако у него не вышло. Дерек задушил Тима — в Серфинг Центре — в доме, где жила Мег вместе с Кейси на тот момент — практически сразу и рядом — и у него и у неё — «под носом» — после его многочисленных попыток — убить его… Тем не менее, тень от призрака Тима не оставляла несколько недель — после произошедшего — испытывающую тайное чувство вины от Дерека — Тесс, которая втайне помогала Дереку избавляться от его трупа, сбросив его тело в незастывший монумент будущего памятника… Тим, тем не менее, появился в финальном эпилоге вместе с другими завсегдатыми персонажами сериала в последнем в сериале — счастливом сне Мег…